# Aromer
L'aromer (Vachellia farnesiana) és una espècie de planta arbustiva que pertany a la família Mimosaceae segons la classificació antiga, o a la família Fabaceae, en la subfamília Mimosoideae, segons la classificació filogenètica. És una acàcia amb inflorescències globuloses i molt perfumada que es troba en les regions tropicals i com a subespontània al País Valencià (especialment a la part del sud). Ha estat inclosa al Catàleg espanyol d’espècies exòtiques invasores.

## Morfologia

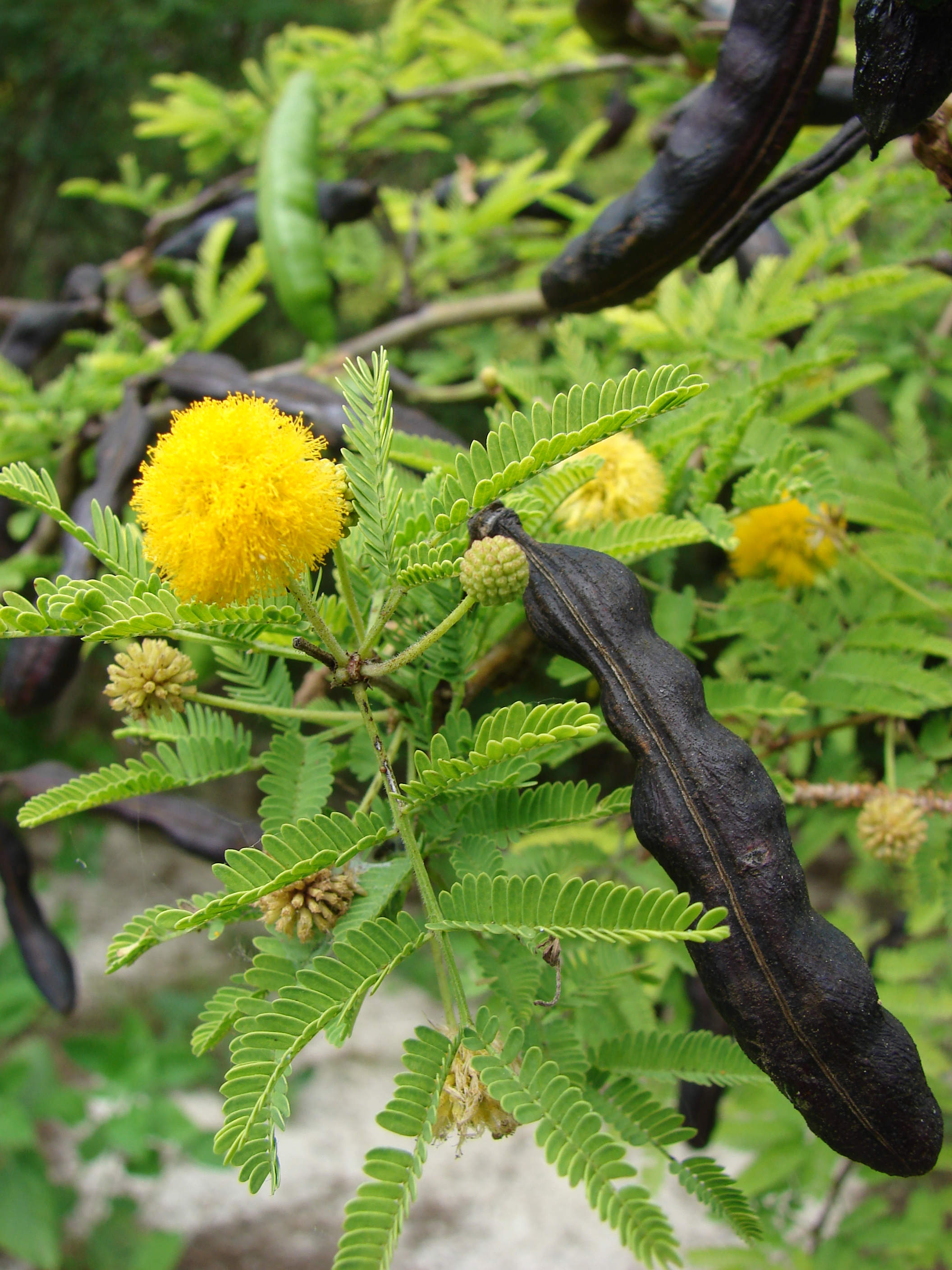
Fulles, flors i fruits de l'aromer

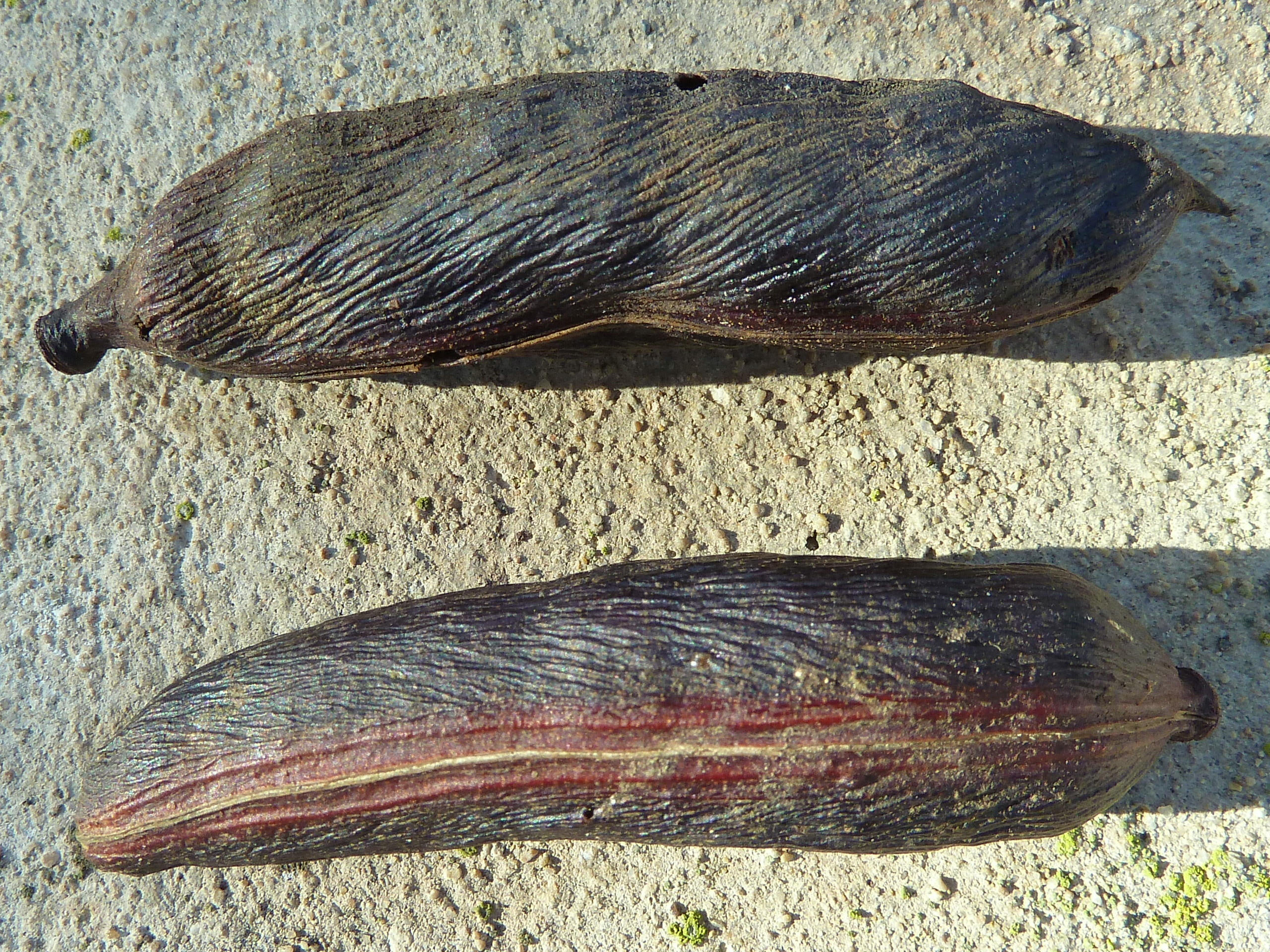
Fruits madurs

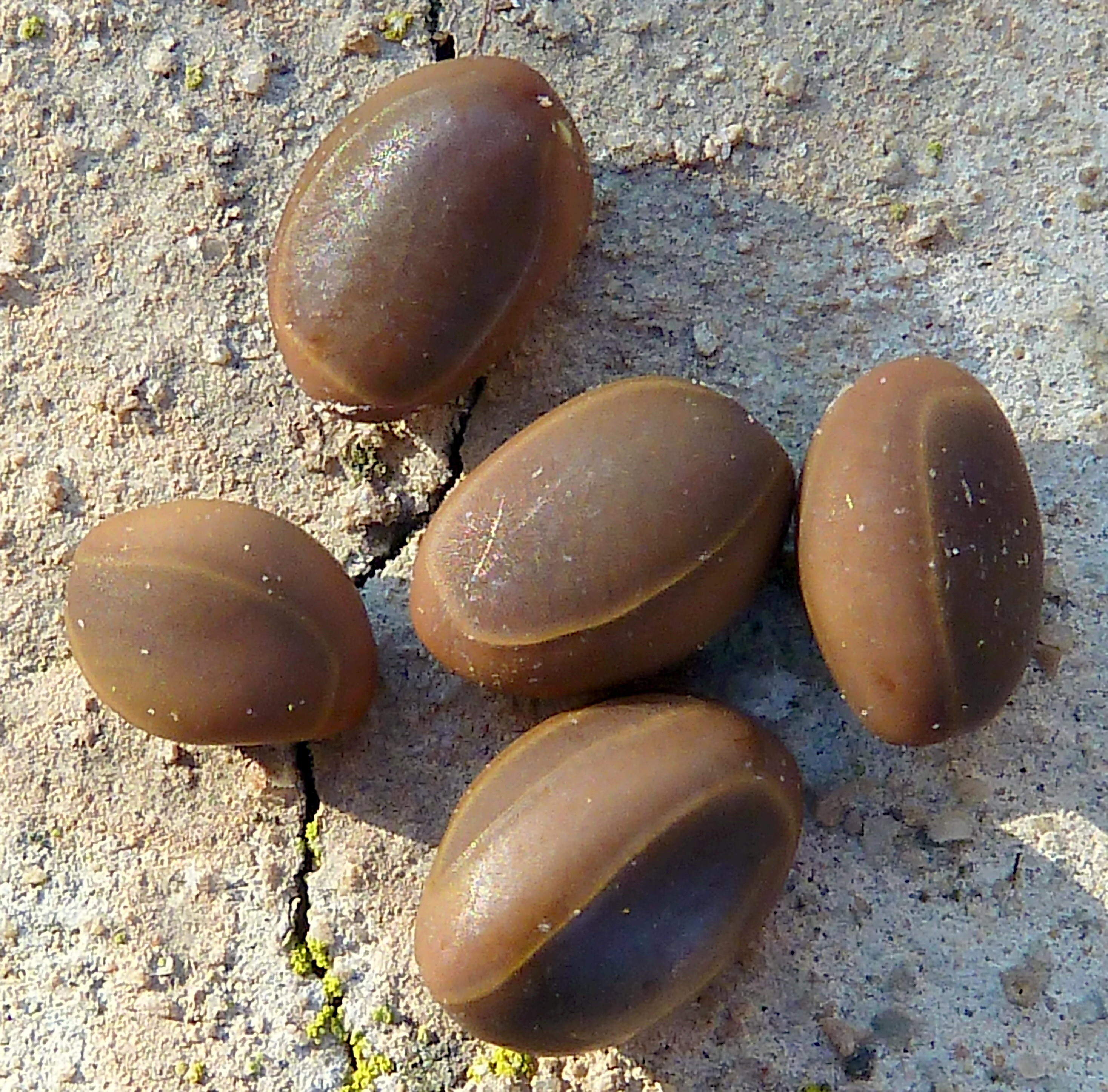
Llavors

És un arbust caducifoli (en una part de la seva zona de distribució, però perennifoli en la majoria dels llocs) que fa de 8 a 10 m d'alt. Les branques tenen nombroses llargues espines estipulars blanques, d'1,5 a 5 cm.
Les fulles són compostes i bipinnades, amb 10-25 parells de folíols, els quals poden fer de 5 a 7 x 1,5 mm. El pecíol fa de 4 a 10 cm i duu un petit gland.
Els seus glomèruls fan 12 mm de diàmetre amb les flors grogues i molt perfumades, per això ja en llatí originà el mot aroma. Floreix de febrer a març. Els fruits, dits aromes, són llegums cilíndrics de prop de 7 cm de llargada. Les llavors són brunes, de vora 7 mm de llarg.

## Distribució i hàbitat
Es creu que és originària de l'Amèrica tropical i ha estat estesa per l'ésser humà en altres zones càlides com les d'Àfrica i Austràlia.
A les Illes Fiji i part d'Austràlia, es considera una espècie invasora. Prospera en sòls salins o sòls sòdics.

## Etimologia i ús
El nom d'aquest tàxon "farnesiana" prové del botànic Odoardo Farnese (1573–1626), el qual, sota el patronatge d'Alessandro Farnese, mantingué un jardí botànic privat a Roma (els Jardins Farnese) i va importar l'aromer a Itàlia. L'anàlisi de les essències florals d'aquesta espècie, molt usada en perfumeria, dona lloc al sesquiterpè biosintetitzat farnesol, que es troba com un precursor de l'esterol en les plantes i el precursor del colesterol en animals.
Es cultiva per fer tanques i a l'edat mitjana era un arbre ornamental per als jardins domèstics.
L'escorça se'n fa servir pel seu contingut en taní. Les fulles es fan servir com un saboritzant de tamarinde en els chutneys i els llegums torrats en plats dolços i agres.
Les flors es destil·len per tal de produir el perfum anomenat Cassie.
De les fulles, també se'n fa un farratge amb un contingut de proteïna del voltant del 18%.